# Josua Schwartz
Josua Schwartz (født 5. februar 1632 i Waldau i Pommern, død 6. januar 1709 i Rendsborg) var en tysk præsti svensk og dansk tjeneste. Han var far til Niels Schwartz.
Schwartz studerede i Wittenberg i syv år fra 1651 og boede hos den berømte teolog Quenstedt. Senere opholdt han sig i lang tid ved fremmede universiteter og kom tilbage til forældrehjemmet 1661. Det zelotiske, der lå i hans natur, kom snart til frembrud. Han var misfornøjet med, at kirkestyrelsen stillede sig mildt til de reformerte, og lod sin rede derover komme til orde i en prædiken, for hvilken han derefter blev kaldt til regnskab; han foretrak imidlertid ved flugt at unddrage sig ansvaret. Fra Danzig udsendte han sin prædiken i trykken, forøget med endnu stærkere invektiver. Flere stridsskrifter udveksledes, og da han mente sin person i fare, flygtede han til Stockholm. Her blev han kåret til præst ved den tyske menighed; men da hans udnævnelse stødte på adskillig modstand, trak han sig frivillig tilbage. Enkedronning Hedvig Eleonora fik ham 1668 beskikket til ekstraordinær teologisk professor ved det nyoprettede universitet i Lund samt til tysk præst ved domkirken sammesteds. Denne sidste udnævnelse var biskop Winstrup i høj grad imod, og da Schwartz klagede over Winstrups adfærd imod ham, fik han den satisfaktion, at et kongeligt reskript påbød biskoppen at give Schwartz den ham i følge hans kaldsbrev tilkommende ret. 
Schwartz var den første, der i Lund fik den teologiske doktorgrad (1672), og året efter blev han, dog ikke uden adskillig kamp, universitetets rektor. Sin kætterjagt fortsatte han stadig. Højst uhyggelige former antog hans strid med den navnkundige Samuel Pufendorf, der fra 1668 var professor i Lund i praktisk filosofi. Da denne 1672 udgav sit bekendte skrift Om natur- og folkeretten, var Schwartz straks på pletten, og i forening med flere kolleger påviste han flere nye og vildfarende meninger i dette værk. De fleste modstandere i Lund trak sig efterhånden tilbage, men Schwartz udarbejdede en Index novitatum in S. Pufendorfii libris de jure naturæ et gentium contentarum, som foreløbig cirkulerede i håndskrift. Sagen vakte umådelig opsigt; der stredes for og imod. Et kongebud måtte pålægge de stridende tavshed. Men da derefter skriftet blev trykt i Giessen 1673 (dog ikke efter Schwartz' egen foranstaltning), blev det efter kongens befaling brændt af bøddelen på torvet i Lund, hvor meget end Schwartz anråbte kongens nåde om at forskånes for denne tort. Striden fik lang eftervirkning og affødte adskillige skrifter, hvorved Pufendorf lod sin drøje humors svære skyts spille mod den alt andet end jævnbyrdige modstander. 
Under den skånske krig kom Schwartz også slemt afsted. Da Lund 1676 var indtaget af de danske, holdt han i november samme år en prædiken (trykt i København 1678 blandt hans Drei Kriegspredigten), hvori han formanede skåningerne til at bevise den danske konge den skyldige troskab og lydighed og bede for ham, men dog ikke tage våben imod kongen af Sverige, deres forrige herre. Da byen måneden efter atter kom i de svenskes besiddelse, blev Schwartz plaget med stærk indkvartering, og da han personlig ville fremføre sin klage derover for kong Karl, fik han hård tiltale og befaling om at fremstille sig i Malmø for en kommission, der skulle påkende anklagen mod ham for utroskab og forræderi. Så flygtede han i hast over til København; hans hustru søgte under forklædning snart efter sammesteds hen. Hans ejendele i Lund konfiskeredes, og det blev en tung trængselstid for familien. 
Christian V tildelte ham imidlertid 1679 en månedlig pension, og året efter blev han tysk hofprædikant i København. Som sådan var han dog kun til besvær; thi han betragtede det stadig som sin første embedspligt at finde vranglærdomme, og hans heftighed mod de reformerte var så meget mindre velset, som dronningen selv hørte til dette trossamfund. Med glæde greb man lejligheden til på en passende måde at blive af med ham, i det generalsuperintendenten i Slesvig døde 1684. Schwartz udnævntes da til superintendent over hele Slesvig og flyttede til Slesvig by. Et af hans første foretagender var at få Konkordieformelen indført i den hertugelige del af landet, ligesom det tidligere var sket i den kongelige del ved Stephan Klotz' bestræbelser. Efter forliget i Altona 1689 måtte han flygte til Flensborg, hvor han derefter boede til 1693, da han kunne flytte ind i den nyopførte bisperesidens i Rendsborg. 
I hans bispetid fornyedes de gamle synoder, i det forordningen af 15. august 1691 bestemte, at der årlig i Rendsborg skulle holdes en synode af provsterne i begge hertugdømmer under generalsuperintendentens forsæde. Den første synode samledes i Rendsborg i oktober 1691, og de fleste af dens beslutninger fik 1692 kongelig stadfæstelse; blandt andet blev nu ungdommens konfirmation før den første altergang forordnet for Hertugdømmerne foruden flere andre vigtige bestemmelser angående lære og kultus. Men Schwartz' bispetid kendetegnes også ved den i Slesvig stærkt fremskydende pietistiske bevægelse, som Schwartz bekæmpede med stor voldsomhed. I den anledning vekslede han Stridsskrifter med Sandhagen og Muhle samt med præsten i Glückstadt Nicolaus 
Sibbern, på hvis parti F.J. Lütkens stillede sig imod S. Endnu på sin dødsseng dikterede han sin amanuensis et stridsskrift for at værne om ortodoksien. Han sluttede således, som han begyndte, sin offentlige virksomhed: hele hans liv var strid og ufred.